# Passiflora helleri
Passiflora helleri là một loài thực vật có hoa trong họ Lạc tiên. Loài này được Peyr. mô tả khoa học đầu tiên năm 1859.